# Monolistra boldorii
Monolistra (Typhlosphaeroma) boldorii là một loài chân đều trong họ Sphaeromatidae. Loài này được Brian miêu tả khoa học năm 1931.